# Leucotmemis albiventris
Leucotmemis albiventris là một loài bướm đêm thuộc phân họ Arctiinae, họ Erebidae.